# Du behöver aldrig mer vara rädd
"Du behöver aldrig mer vara rädd" är en låt skriven av Lasse Lindh. Han ställde upp med den i andra deltävlingen av Melodifestivalen 2008, i Västerås, där bidraget slogs ut i första omgången. Singeln släpptes den 20 februari 2008 och gick in på försäljningslistan för singlar i Sverige. Den 2 mars 2008 gjordes ett misslyckat försök att få in låten på Svensktoppen . Låten blev nummer 16 på Trackslistans årslista för 2008.
Under Melodifestivalen 2012 var låten med i "Tredje chansen".

## Låtlista
1. Du behöver aldrig mer vara rädd
2. Hon tror ingen ser

### Listplaceringar
| Lista (2008) | Topplacering |
| ------------ | ------------ |
| Sverige      | 12           |